# Knoten (Statik)
Ein Knoten ist in der Baustatik die Verbindungsstelle von Stäben in einem Stabwerk. Die Stäbe können dort gelenkig oder biegesteif miteinander verbunden sein.
Eine im Stahlbau verwendete biegsteife Realisierung ist die Oktaplatte.
In der Statik befindet sich jedes Teilsystem im Gleichgewicht, daher muss, wenn man einen Knoten freischneidet, die Summe aller Kraftgrößen (Kräfte und Momente) null ergeben.
Bei Fachwerkkonstruktionen geht man in einer überschlagsmäßigen Vorbemessung oft in einer Approximation von gelenkigen Knoten aus, siehe Rundschnitt, da im Allgemeinen in Fachwerken nur sehr geringe Momente auftreten.